# Eddy Merckx
Edouard Louis Joseph Merckx (født 17. juni 1945 i Meensel-Kiezegem, Belgien) er verdens mest vindende landevejscykelrytter nogensinde. Han vandt bl.a. både Giro d'Italia og Tour de France hele fem gange. De fem sejre i Tour de France var en tangering af Jacques Anquetils da gældende rekord. Eddy Merckx stoppede karrieren d. 17 maj 1978 efter 12½ år som professionel.
Eddy Merckx vandt Tour de France fra 1969 til 1972. Han deltog ikke i 1973, da han dermed ville kunne slå Anquetils rekord og vinde fem på stribe, hvilket det franske publikum ikke ville have. Han kom dog tilbage i 1974, hvor han vandt den femte og sidste sejr, så han tangerede rekorden. I 1975 blev han overfaldet, slået i nyren, og væltet af cyklen af en fransk tilskuer op ad bjerget Puy de Dôme. Dagen efter angreb Bernard Thevenet på Frankrigs nationaldag (Bastilledagen). Selv om skaden ikke var alvorlig, og Merckx stadig gennemførte løbet, kostede det ham i sidste ende chancen for at vinde sin sjette sejr, og han sluttede som nummer to efter Bernard Thevenet.
Da Eddy Merckx ikke deltog i Tour de France i 1973, kastede han sig over Vuelta a España (Spanien Rundt) i stedet, som han vandt let, og i Spanien kaldes udgaven i 1973 for La Vuelta de Merckx.[kilde mangler] Han startede med at vinde prologen og tog etapesejre på 8., 10., 15., 16. og 17. etape. I alt førte han løbet i ni af de 18 dage, det varede.
Eddy Merckx fik tilnavnet Kannibalen, fordi han vandt så meget. Han er den mest aggressive rytter med det mest udprægede vinderinstinkt, cykelsporten har oplevet. Det gav sig i hans første år i Tour de France (1969) udslag i, at han ikke bare vandt løbet og den gule trøje, men også både bjergtrøjen og pointtrøjen. Det har ingen præsteret hverken før eller siden. Året efter, i 1970, vandt han igen Touren og bjergtrøjen, men lod sin holdkammerat Walter Godefroot – tidligere sportsdirektør for Telekom/T-Mobile – vinde pointtrøjen. Til gengæld tangerede Merckx rekorden for antallet af etapesejre i samme løb med otte i alt.
Merckx vandt Giro d'Italia i 1968, 1970, 1972, 1973 og 1974. I den tid var Touren størst og Giro'en næststørst, mens Vuelta'en var nummer tre.
Eddy Merckx blev gift med Claudine Acou, datter af Lucien Acou, i december 1967 og blev far til Sabrina og Axel Merckx. Axel Merckx er ligeledes tidligere professionel cykelrytter.
Merckx spiller en hovedrolle i mange af Jørgen Leths berømte cykeldokumentarer. Ikke mindst Stjernerne og vandbærerne (1974) og En forårsdag i helvede (1976).
Nu har Eddy Merckx oprettet sit eget firma der producerer cykler, hans cykelmærke hedder "Eddy Merckx".

## Vigtigste sejre efter løb

### Grand Toure (11 sejre)
|                                   | 1967 | 1968 | 1969 | 1970 | 1971 | 1972 | 1973 | 1974 | 1975 | 1976 | 1977 |
| --------------------------------- | ---- | ---- | ---- | ---- | ---- | ---- | ---- | ---- | ---- | ---- | ---- |
| Tour de France, samlede stilling  | -    | -    | 1    | 1    | 1    | 1    | -    | 1    | 2    | -    | 6    |
| Tour de France, bjergkonkurrence  | -    | -    | 1    | 1    | 3    | 2    | -    | 2    | 2    | -    | 11   |
| Tour de France, pointkonkurrence  | -    | -    | 1    | 2    | 1    | 1    | -    | 2    | 2    | -    | 5    |
| Tour de France, etapesejr         | -    | -    | 6    | 8    | 4    | 6    | -    | 8    | 2    | -    | 0    |
| Giro d'Italia, samlede stilling   | 9    | 1    | DIS  | 1    | -    | 1    | 1    | 1    | -    | 8    | -    |
| Giro d'Italia, bjergkonkurrence   | 3    | 1    | DIS  | 4    | -    | 2    | 2    | 2    | -    | 7    | -    |
| Giro d'Italia, pointkonkurrence   | 2    | 1    | DIS  | 3    | -    | 2    | 1    | 4    | -    | 2    | -    |
| Giro d'Italia, etapesejr          | 2    | 3    | 4    | 3    | -    | 4    | 6    | 2    | -    | 0    | -    |
| Vuelta a España, samlede stilling | -    | -    | -    | -    | -    | -    | 1    | -    | -    | -    | -    |
| Vuelta a España, bjergkonkurrence | -    | -    | -    | -    | -    | -    | 2    | -    | -    | -    | -    |
| Vuelta a España, pointkonkurrence | -    | -    | -    | -    | -    | -    | 1    | -    | -    | -    | -    |
| Vuelta a España, etapesejr        | -    | -    | -    | -    | -    | -    | 6    | -    | -    | -    | -    |

- 5× Tours de France, 34 etapesejre
- 5× Giro d'Italia, 24 etapesejre
- 1× Vuelta a España, 6 etapesejre

### Andre etapeløb
- 1× Schweiz Rundt
- 2× Belgien Rundt
- 3× Paris-Nice
- 1× Romandiet Rundt
- 1× Dauphiné Libéré
- 1× Midi Libre
- 4× Sardinien Rundt

### Klassiske cykelløb (28)
- 7× Milano-Sanremo
- 2× Flandern Rundt
- 3× Paris-Roubaix
- 5× Liège-Bastogne-Liège
- 2× Lombardiet Rundt
- 2× Amstel Gold Race
- 3× La Flèche Wallonne
- 1× Paris-Bruxelles
- 3× Gent-Wevelgem